# Elizabeth Debicki
Elizabeth Debicki est une actrice polono-australienne, née le 24 août 1990 en France à Paris.
Après avoir fait ses débuts au cinéma dans My Best Men (2011), elle est révélée au grand public avec son rôle de Jordan Baker dans Gatsby le Magnifique de Baz Luhrmann (2013), qui lui permet d'obtenir le AACTA Award de la meilleure actrice dans un second rôle. Ses autres films notables au cinéma comprennent Agents très spéciaux : Code UNCLE (2015), Les Gardiens de la Galaxie Vol. 2 (2017), Les Veuves (2018) et plus récemment Tenet (2020) et Les Gardiens de la Galaxie Vol. 3 (2023).
Elle tient également des rôles importants à la télévision avec la série The Kettering Incident et surtout la mini-série acclamée The Night Manager.
Active au théâtre, elle partage la vedette avec Cate Blanchett et Isabelle Huppert dans la pièce Les Bonnes.
En 2022, elle interprète le rôle de Diana Spencer dans la série Netflix The Crown, ce qui lui vaut un Golden Globe.

## Biographie

### Enfance
Elizabeth Debicki naît à Paris d'un père polonais et d'une mère australienne,,,. Ses parents étaient tous les deux danseurs classiques. Quand elle a cinq ans, la famille déménage à Glen Waverley à Melbourne, en Australie. Elle est l'aînée des trois enfants du couple, avec une plus jeune sœur et un frère,.
Elizabeth Debicki s'intéresse très tôt au ballet et se forme comme danseuse jusqu'à ce qu'elle décide de passer au théâtre,. Étudiante à la Huntingtower School, dans l’est de Melbourne, elle obtient deux notes parfaites en art dramatique et en anglais. Elle obtient le titre de dux de cette école lorsqu'elle obtient son diplôme en 2007. En 2010, elle termine son diplôme en art dramatique à la Victorian College of the Arts de l'université de Melbourne. En août 2009, elle reçoit une bourse Richard Pratt pour des étudiants en interprétation exceptionnels en deuxième année de formation.
Elizabeth Debicki mesure 1,91 m.

## Carrière

### Débuts et révélation (2011-2015)
Elizabeth Debicki fait ses débuts au cinéma avec un second rôle dans le film My Best Men, sorti en 2011. Un jour, alors qu'il visionne des enregistrements d'auditions à la recherche d'une actrice pour son prochain film, Gatsby le Magnifique, le réalisateur Baz Luhrmann l'emmène passer des auditions à Los Angeles, et la choisit  pour incarner Jordan Baker dans la nouvelle adaptation cinématographique du roman de F. Scott Fitzgerald,. Le rôle était interprété par Lois Chiles dans la version de 1974, face à Robert Redford et Mia Farrow. Elizabeth Debicki qualifiera de « baptême du feu » cette première expérience dans un rôle principal aux côtés d'acteurs confirmés tels que Leonardo DiCaprio et Carey Mulligan. Elle dira dans une interview au Guardian :

« Pour ma première scène […], il y avait vraiment 400 figurants et sept caméras sur des grues [...]. Je pensais que c'était normal, car je n'avais jamais rien fait d'important. »

— Elizabeth Debicki, novembre 2015.

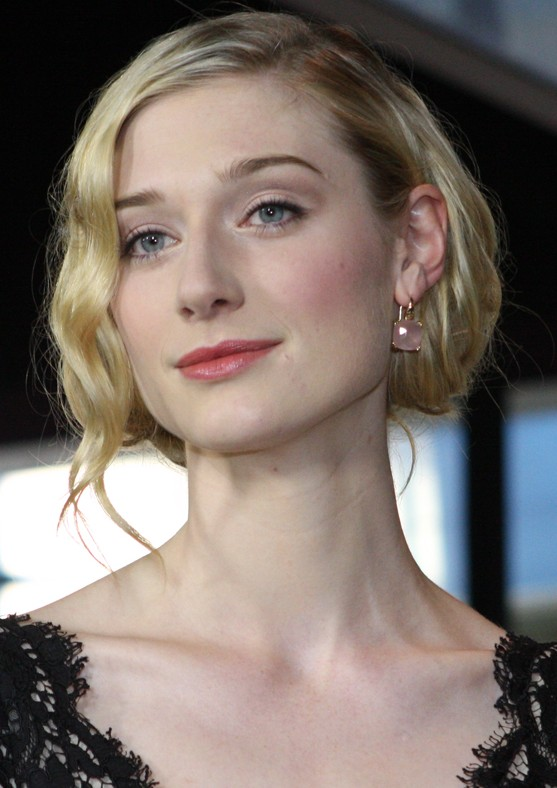
Elizabeth Debicki en 2012.

 En décembre 2012, Debicki a fait l'objet d'une séance photo pour Vogue Australia.
Gatsby le Magnifique sort dans les salles en mai 2013 et reçoit un accueil contrasté de la critique, mais remporte un succès commercial au box-office. Sa prestation ne passe pas inaperçue puisqu'elle remporte l'AACTA Award de la meilleure actrice dans un second rôle.
De juin à juillet 2013, elle incarne Madame dans la pièce de Jean Genet, Les Bonnes, dans lequel elle partage l'affiche avec Cate Blanchett et Isabelle Huppert à la Sydney Theatre Company. Sa prestation lui permet de remporter le prix de la meilleure nouvelle venue au Sydney Theatre Awards. La même année, elle apparaît dans un court-métrage, Gödel Incomplete, suivi d'un rôle en tant qu'actrice invitée dans la série Rake.
En 2015, elle est choisie pour incarner la femme fatale du film d'espionnage Agents très spéciaux : Code UNCLE, réalisé par Guy Ritchie et adapté de la série Des agents très spéciaux, remportant le rôle face à Rose Byrne et Charlize Theron, qui étaient pressenties. Durant ce tournage, elle apprend à conduire. Le film reçoit des critiques partagées et ne parvient à rencontrer un succès au box-office. La même année, elle est à l'affiche de deux autres films : d'abord le film d'aventures Everest, relatant la désastreuse et tragique ascension de l'Everest en 1996 et dans lequel elle incarne un rôle secondaire, celui d'un médecin du camp de base. Elle partage l'affiche avec des noms prestigieux tels que Josh Brolin, Jason Clarke (qu'elle avait côtoyé sur Gatsby le Magnifique), Emily Watson, Jake Gyllenhaal et Robin Wright. Dans l'ensemble, le film reçoit de bonnes critiques et obtient un succès commercial au box-office, rapportant plus de 203 millions de $ de recettes mondiales. Ensuite elle figure dans une nouvelle adaptation de Macbeth, aux côtés de Michael Fassbender et Marion Cotillard, qui n'obtient qu'un succès d'estime.

### Premiers rôles principaux et consécration (2016-...)

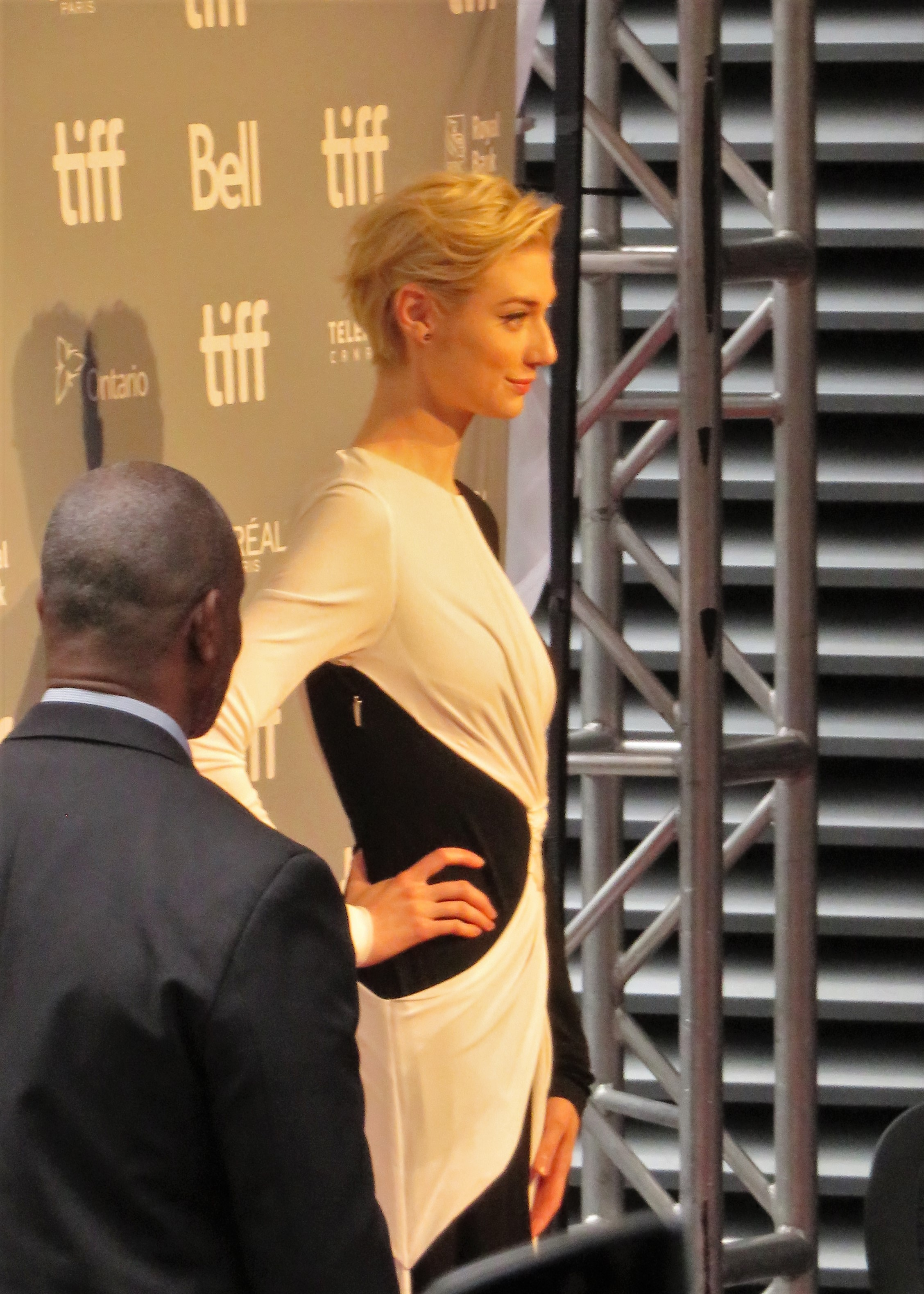
Elizabeth Debicki en 2018.

Elle obtient, en 2016, son premier rôle principal dans la série dramatique The Kettering Incident (en), diffusé sur la plateforme Foxtel. La série narre l'histoire d'une jeune femme de retour sur son île natale, qu'elle avait quittée à la suite de la disparition inexpliquée d'une de ses amies. Les deux premiers épisodes réalisent une bonne audience sur Foxtel, devenant le titre non sportif le plus regardé sur la plate-forme. La prestation de la jeune actrice lui vaut de remporter l'AACTA de la meilleure actrice dans une série dramatique. La même année, elle tient le rôle de Jed Marshall, petite amie d'un marchand d'armes (Hugh Laurie) dans la mini-série The Night Manager : L'Espion aux deux visages, adapté d'un roman de John le Carré et co-produite par BBC One et AMC. Qualifié comme l'« une des plus grandes séries de tous les temps » par The Sun, la mini-série est acclamé par la critique et remporte de nombreux prix, notamment lors de la 74e cérémonie des Golden Globes. La prestation de Debicki est également remarquée, ce qui lui vaut une nomination aux Critics Choice Awards.
L'année 2017 est chargée pour Elizabeth Debicki puisqu'elle est à l'affiche de deux blockbusters. Elle prête ses traits à Ayesha, prêtresse des Souverains, dans Les Gardiens de la Galaxie Vol. 2. Le film est bien accueilli par la critique et demeure à ce jour, le plus grand succès commercial de l'actrice (863 millions de $ de recettes mondiales). Elle prête sa voix à un des personnages du film français tourné en langue anglaise Valérian et la Cité des mille planètes, adapté de la bande dessinée Valérian et Laureline. Plus grand budget pour un film européen et pour un film indépendant, le long-métrage est accueilli de manière mitigée par la critique et est un échec commercial.
En 2018, elle est à l'affiche du téléfilm The Tale, inspiré de l'histoire de la réalisatrice Jennifer Fox, puis apparaît dans le thriller de science-fiction The Cloverfield Paradox, diffusé sur Netflix. Ce troisième opus de la franchise Cloverfield est mal reçu par la critique. La même année, elle prête sa voix à Mopsy dans Pierre Lapin, adapté — mélangeant animation et prises de vues réelles — des livres de Beatrix Potter. L'accueil critique est modeste, mais le film est un succès commercial. Elle remplace Eva Green dans le drame historique Vita and Virginia, présenté au Festival de Toronto, qui relate la relation non conventionnelle entre Vita Sackville-West et Virginia Woolf. Le film divise la critique et ne rencontre pas de succès commercial due à une diffusion limitée en salles.
Toujours en 2018, elle obtient l'un des rôles principaux du film de Steve McQueen, Les Veuves, aux côtés de Viola Davis et Michelle Rodriguez, remplaçant Jennifer Lawrence, initialement prévue. Dans ce film narrant l'histoire de quatre femmes, veuves de braqueurs tués lors d'un casse, doivent s'associer pour finir leur travail afin de régler les dettes de leurs défunts époux, elle y incarne Alice, jeune femme mariée à un homme violent et entamant une relation de sexe transactionnel avec un architecte pour subvenir à ses besoins après la mort de son époux,. Sans être un énorme succès commercial (76 millions de $ de recettes pour un coût de production de 42 millions), le film est acclamé par la critique, qui est « reconnu l'un des films de cambriolage les plus excitants de ces dernières années ». La prestation de Debicki est également saluée,,. Kayleena Pierce-Bowden du site Screen Rant écrit que « En tant qu'Alice, Debicki vole la vedette en offrant un portrait authentique et réaliste d'une femme abattue et brisée par les dettes de son mari décédé », tout en ajoutant que Debicki, « habituellement posée, donne un portrait saisissant de la force qu'une femme peut trouver dans son heure la plus sombre avec le soutien approprié, le braquage est simplement un moyen de découvrir cette force face à ses nombreux défis ». Tom Philip de GQ, tout en saluant le film, note qu'« Alice est peut-être sa percée la plus remarquable. Blessée, déchirée et littéralement battue par les personnes qu'elle aime le plus au début du film, Alice découvre la force, pas seulement dans ses cohortes, mais en elle-même » et qu'il s'agit d'« un nouveau type de rôle pour Elizabeth Debicki [...] qui saisit l'occasion à deux mains et donne l'accomplissement de sa carrière ». Sa prestation lui vaut de nombreuses nominations notamment au Satellite Awards et au London Film Critics Circle de la meilleure actrice dans un second rôle.
Toujours en 2018, elle est intronisée à l'Académie des arts et des sciences du cinéma, qui attribue chaque année les Oscars.
En 2020, elle joue le rôle de Kat Barton dans le film Tenet réalisé par Christopher Nolan.
En août 2020, elle est choisie pour incarner Diana Spencer, la princesse de Galles, dans les deux dernières saisons de la série The Crown, diffusée sur Netflix .
Elle reprend en 2023 le rôle d'Ayesha dans Les Gardiens de la Galaxie Vol. 3.

## Vie personnelle
Elizabeth Debicki se déclare comme « une personne privée », tenant fermement à la protection de sa vie privée, reconnaissant dans une interview ne pas utiliser les réseaux sociaux, :

« J'ai le sentiment que ce que je veux dans le monde, c'est mon travail et j'ai toujours cru – et c'est la façon dont j'aborde mon travail – que moi et le travail sommes séparés. Je pense que les personnes ayant des médias sociaux peuvent brouiller les choses si joliment, et je les respecte, mais ce n'est pas vraiment ce que je suis et je veux juste que le travail parle et que les gens le reçoivent comme ils le voudront, sans aucune influence. Je veux juste que les gens me connaissent pour mon travail. »

## Théâtre
- 2010 : The Gift de Joanna Murray-Smith (en), Melbourne Theatre Company[55],[56] : Chloë
- 2013-2014 : Les Bonnes de Jean Genet, Sydney Theatre Company et New York City Center[57] : Madame
- 2016 : The Red Barn de David Hare, Lytletton Theatre[58] : Mona Sanders
- 2025 : My Master Builder de Lila Raicek, Londres Wyndham's Theater : Mathilde

## Filmographie

### Cinéma
- 2011 : My Best Men (A Few Best Men) de Stephan Elliott : Maureen
- 2013 : Gatsby le magnifique (The Great Gatsby) de Baz Luhrmann : Jordan Baker
- 2013 : Gödel Incomplete de Martha Goddard : Serita (court-métrage)
- 2015 : Macbeth de Justin Kurzel : Lady Macduff
- 2015 : Agents très spéciaux : Code UNCLE (The Man from U.N.C.L.E.) de Guy Ritchie : Victoria Vinciguerra
- 2015 : Everest de Baltasar Kormákur : Dr Caroline Mackenzie
- 2017 : Les Gardiens de la Galaxie Vol. 2 (Guardians of the Galaxy Vol. 2) de James Gunn : La Grande Prêtresse Ayesha
- 2017 : Valérian et la Cité des mille planètes de Luc Besson : Empereur Haban Limaï (voix)
- 2017 : Breath de Simon Baker : Eva
- 2017 : 7 from Etheria d'Heidi Lee Douglas, Arantxa Echevarría, Martha Goddard, Anna Elizabeth James, Karen Lam, Barbara Stepansky et Rebecca Thomson
- 2018 : The Cloverfield Paradox de Julius Onah : Mina Jensen
- 2018 : Le Passé Recomposé (The Tale) de Jennifer Fox : Jane Gramercy alias Mrs. G
- 2018 : Pierre Lapin (Peter Rabbit) de Will Gluck : Mopsy (voix originale)
- 2018 : Flopsy Turvy de David Scott : Mopsy (voix originale, court-métrage)
- 2018 : Les Veuves (Widows) de Steve McQueen : Alice Gunner
- 2019 : Vita and Virginia de Chanya Button : Virginia Woolf
- 2019 : The Burnt Orange Heresy de Giuseppe Capotondi : Berenice Hollis
- 2020 : Tenet de Christopher Nolan : Katherine Barton
- 2021 : Pierre Lapin 2 : Panique en ville (Peter Rabbit 2: The Runaway) de Will Gluck : Mopsy (voix originale)
- 2023 : Les Gardiens de la Galaxie Vol. 3 (Guardians of the Galaxy Vol. 3) de James Gunn : La Grande Prêtresse Ayesha
- 2024 : MaXXXine de Ti West : Elizabeth Bender
- 2026 : The Adventures of Cliff Booth de David Fincher

### Télévision
- 2014 : Rake (série télévisée) : Missy (épisode 3 - saison 3)
- 2016 : The Night Manager : L'Espion aux deux visages (The Night Manager) (mini-série) : Jed Marshall
- 2016 : The Kettering Incident (série télévisée) : Dr Anna Macy (rôle principal, 8 épisodes)
- 2022 : The Crown (série télévisée) : Diana Spencer (saisons 5 et 6)[59]

## Voix francophones
En France, Déborah Perret est la voix française régulière d'Elizabeth Debicki.

Au Québec,  Marie Bernier est la voix régulière de l'actrice.
En France
| - Déborah Perret dans : - Gatsby le Magnifique - Agents très spéciaux : Code UNCLE - Everest - Macbeth - Le Passé Recomposé - Les Veuves - Céline Mauge dans : - Les Gardiens de la Galaxie Vol. 2 - Tenet - Les Gardiens de la Galaxie Vol. 3 | - Marie Tirmont dans : - Pierre Lapin (voix) - Pierre Lapin 2 : Panique en ville (voix) Et aussi - Elisabeth Ventura dans The Night Manager : L'Espion aux deux visages (mini-série) - Aurore Bonjour dans Valérian et la Cité des mille planètes - Chloé Berthier dans The Cloverfield Paradox - Victoria Grosbois dans The Crown (série télévisée) |

Au Québec
| - Marie Bernier dans : - Les Gardiens de la Galaxie Vol. 2 - Veuves - Les Gardiens de la Galaxie Vol. 3 - MaXXXine - Catherine Proulx-Lemay dans : - Tenet - Hérésie - Julie Beauchemin dans : - Pierre Lapin (voix) - Pierre Lapin 2 : Le Fugueur (voix) | Et aussi - Nathalie Coupal dans Gatsby le Magnifique - Laurence Dauphinais dans Everest - Mélanie Laberge dans Des Agents très spéciaux: Code U.N.C.L.E. |

## Distinctions

### Récompenses
- Australian Academy of Cinema and Television Arts Awards 2014 : Meilleure actrice dans un second rôle pour Gatsby le Magnifique
- Australian Academy of Cinema and Television Arts Awards 2016 : Meilleure actrice dans une série télévisée dramatique pour The Kettering Incident (en)
- Festival de Cannes 2018 : Trophée Chopard de la révélation féminine
- Golden Globes 2024 : Meilleure actrice dans un second rôle dans une série musicale, comique ou dramatique pour The Crown
- Critics' Choice Awards 2024 : Meilleure actrice dans un second rôle dans une série dramatique pour The Crown
- Screen Actors Guild Awards 2024 : Meilleure actrice dans une série dramatique pour The Crown

### Nominations
- Critics' Choice Television Awards 2016 : Meilleure actrice dans un second rôle dans une mini-série ou un téléfilm pour The Night Manager : L'Espion aux deux visages
- Australian Academy of Cinema and Television Arts Awards 2017 : Meilleure actrice pour Breath
- Utah Film Critics Association Awards 2018 : meilleure actrice dans un second rôle pour Les Veuves
- Golden Globes 2023 : Meilleure actrice dans un second rôle dans une série musicale, comique ou dramatique pour The Crown
- Primetime Emmy Awards 2023 : Meilleure actrice dans un second rôle dans une série télévisée dramatique pour The Crown